# Josef Franta Šumavský
Josef Franta Šumavský, vlastním jménem Josef Franta (27. listopadu 1796 Poleňka – 22. prosince 1857 Praha) byl český obrozenecký spisovatel, pedagog, lexikograf a organizátor kulturního života v Praze.

## Život
Josef Franta se narodil v Poleňce čp.3 do chudé rodiny venkovského tesaře Adama Franty a Anny roz.Ticháčkové. Do školy chodil v obci Poleň. Velkým životním štěstím pro něj bylo seznámení s mladším bratrem místního faráře Janem Němečkem, který jej inspiroval a připravil ke studiu na klatovském gymnáziu. Po jeho absolvování odešel do Prahy, kde vystudoval filozofii a vstoupil do řádu benediktinů na Emauzech. V Praze se sblížil s předními obrozenci té doby – Dobrovským, Nejedlým, Jungmannem a Hankou. Všichni pociťovali omezenost tehdejší češtiny a studovali staročeské knihy. Franta se účastnil v řadě oblastí – srovnávacích jazykových studiích, mluvnici, sestavování slovníků, národopise i poezii. K diskusím přispěl například pracemi Zastaralé formy českého slovesa, vysvětlené od Jos. Vlad. Franty, v Praze 1829. Napsal i básnickou sbírku Dvanáctero drobných písní.
Roku 1830 založil s Amerlingem, Tomíčkem a J. J. Langerem časopis Čechoslav. Společně s Tomíčkem pak vydal i sbírku slovanských národních pověstí Slovanka.
Po několika letech vystoupil z kláštera a stal se pomocným učitelem v opatrovně na Hrádku, kterou vedl Jan Svoboda. Sice tam dlouho nevydržel, ale seznámil se s obyvateli pražského Podskalí (mezi nimi byl např. František Dittrich) a získal pedagogické zkušenosti, které později využíval jako soukromý učitel ve vlivných vlasteneckých rodinách. Potom pracoval jako korektor v arcibiskupské tiskárně. Vydal další práce, jako například Život Jana Augusty staršího (1837), Otčenáš slovanský ve čtyřech nářečích (1840, snaha o sjednocení slovanského jazyka) a Prokop Opatrný, aneb dobrá rada v potřebě (poučný spis o tulákovi, ze kterého se stal dobrý rolník).
V letech 1840 – 41 byl členem vlastenecké skupiny, která mimo jiné zorganizovala první český bál. Jednou ze snah obrozenců v té době bylo, zapojit do vlastenecké práce ženy. Pořádali proto plesy, společenské zábavy i výlety do okolí Prahy. Do popředí se brzy dostala krásná Bohuslava Rajská, která si rychle získala množství ctitelů. Franta Šumavský se do ní zamiloval. K jeho velkému zklamání se ale provdala za F. L. Čelakovského.
Neúspěch v lásce si Šumavský vynahrazoval usilovnou prací. Hynek Jakub Heger, autor české těsnopisné soustavy, ho během návštěvy Prahy roku 1845 inspiroval k napsání propagační publikace Parochod a těsnopis, kde zdůrazňoval význam této disciplíny v dynamické době železnic a parních strojů. Učil také češtinu na Žofínské akademii; v té souvislosti napsal Já budu zpívat jako Čech a Proč se mají chovanci Žofínské akademie v českém jazyce vyučovati. Roku 1846 dokončil nové vydání německo-českého slovníku (pokračoval v díle Josefa Jungmanna) a v následujících pěti letech sestavil česko-německý slovník.
Roku 1845 propukl na obrozenecké scéně spor o český pravopis – zda používat starší formy s w a au, či je nahradit moderními v / ou. Na straně tradice stály nejvýznamnější osobnosti jako František Palacký, Pavel Josef Šafařík, Karel Havlíček Borovský a Karel Vladislav Zap; proti nim Franta Šumavský, Václav Hanka, Karel Boleslav Štorch a Jakub Josef Malý. Hlavně Šumavského zásluhou vyšla z tohoto nerovného souboje dohoda o zavedení moderního pravopisu.
Roku 1848 se účastnil první porady ve Svatováclavských lázních. Na podzim se stal redaktorem nově založeného pedagogického časopisu Posel z Budče. Když téhož roku zavedli výuku češtiny do škol, získal Šumavský místo suplenta v akademickém gymnáziu staroměstském. Toto zaměstnání ale ztratil, když při zkoušce neudělil nezaslouženou protekci synovi tehdejšího místodržitele. Pokoušel se pak získat práci na novoměstském gymnáziu, ale z administrativních důvodů (neměl úřední zkoušku z češtiny) ho nepřijali ani tam. Poslední léta života věnoval sestavování všeslovanského slovníku. Ten ale již nedokončil. Umírá 22. prosince 1857, byl pohřben 24. prosince na pražském olšanském hřbitově.
Josef Franta Šumavský zažil množství zklamání. Navzdory úsilí a množství vykonané práce byl vždy v druhé řadě za známějšími a viditelnějšími osobnostmi. Velkých životních úspěchů nedosáhl. Současníci i pozdější generace ale oceňovali jeho organizátorství, hlavně při uspořádání prvního českého plesu, a podíl na tvorbě slovníků. Významný byl i jeho vítězný zápas za moderní pravopis. Na jeho pohřbu zazpívali Jan Nepomuk Maýr a Karel Strakatý.

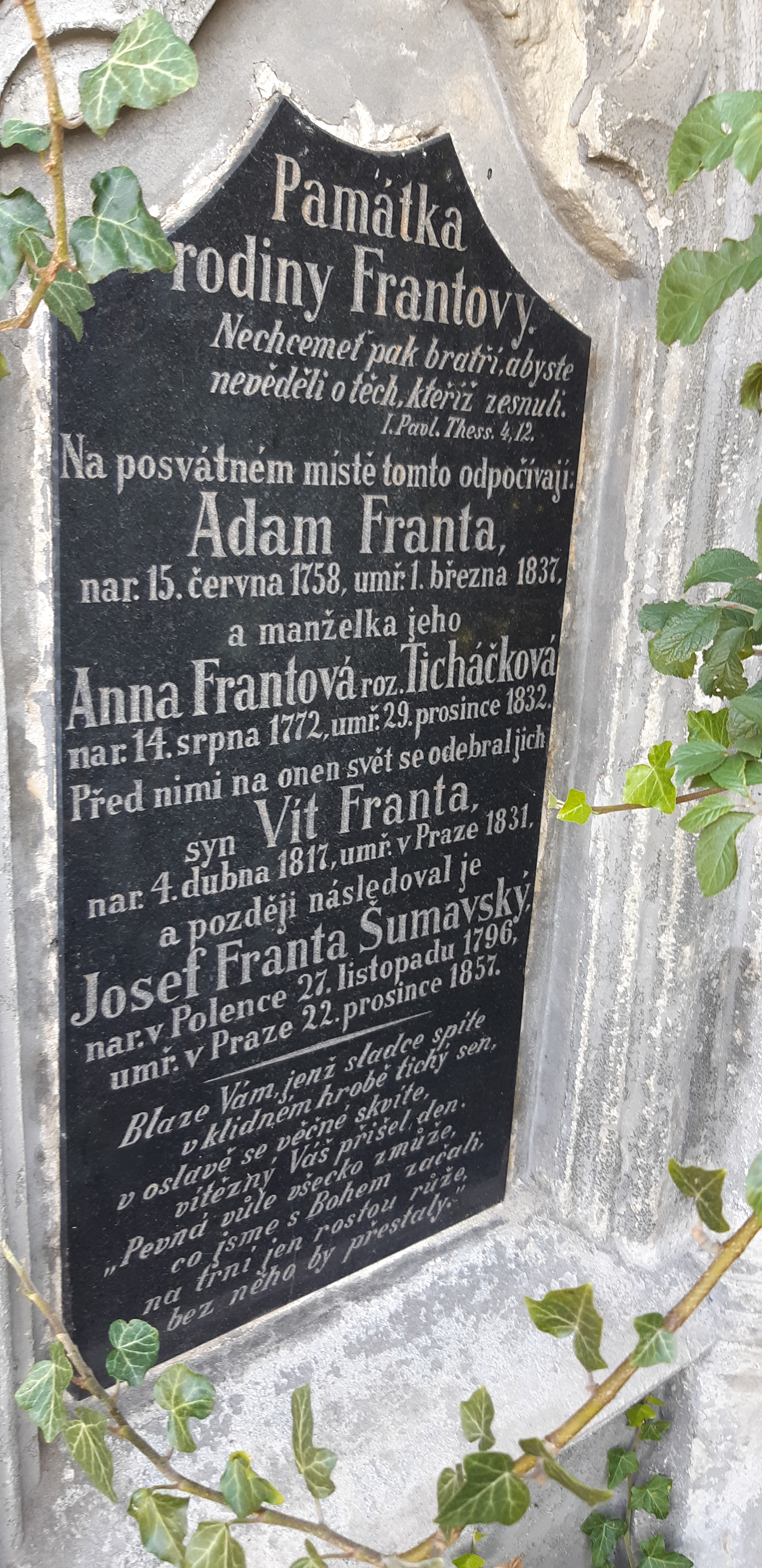
Deska umístěna na hřbitově v Poleni

## Dílo
- Pohádka o krásné zemance (1840)
- Česko-německý slovník 1 (1844)
- Česko-německý slovník 2 (1846)

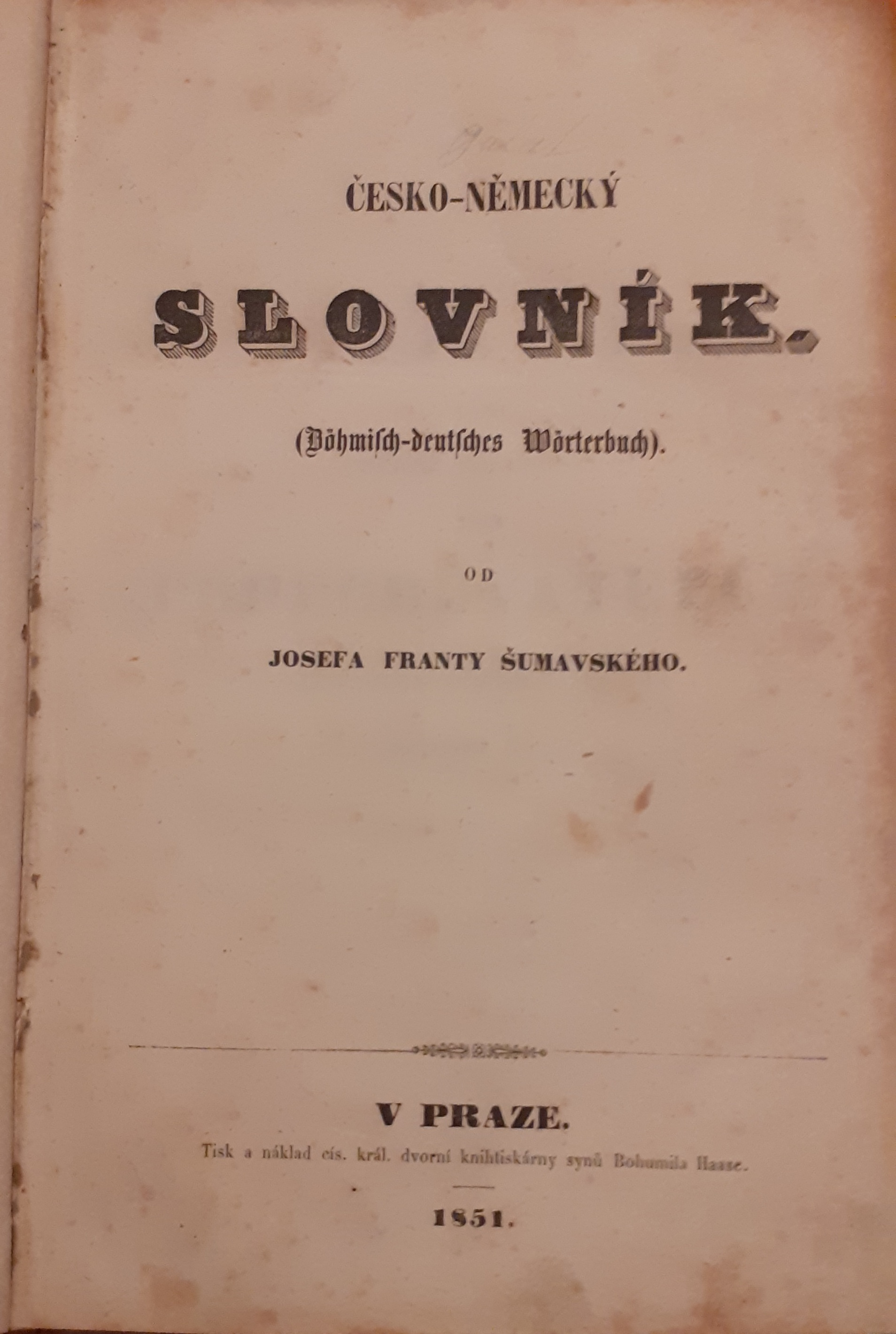
Česko-německý slovník Josefa Franty Šumavského z roku 1851

- Česko-německý slovník Josefa Franty Šumavského (jednosvazkový pendant vydaný roku 1851)
- Kapesní slovník jazyka českého a německého (1854)